# Wowoni

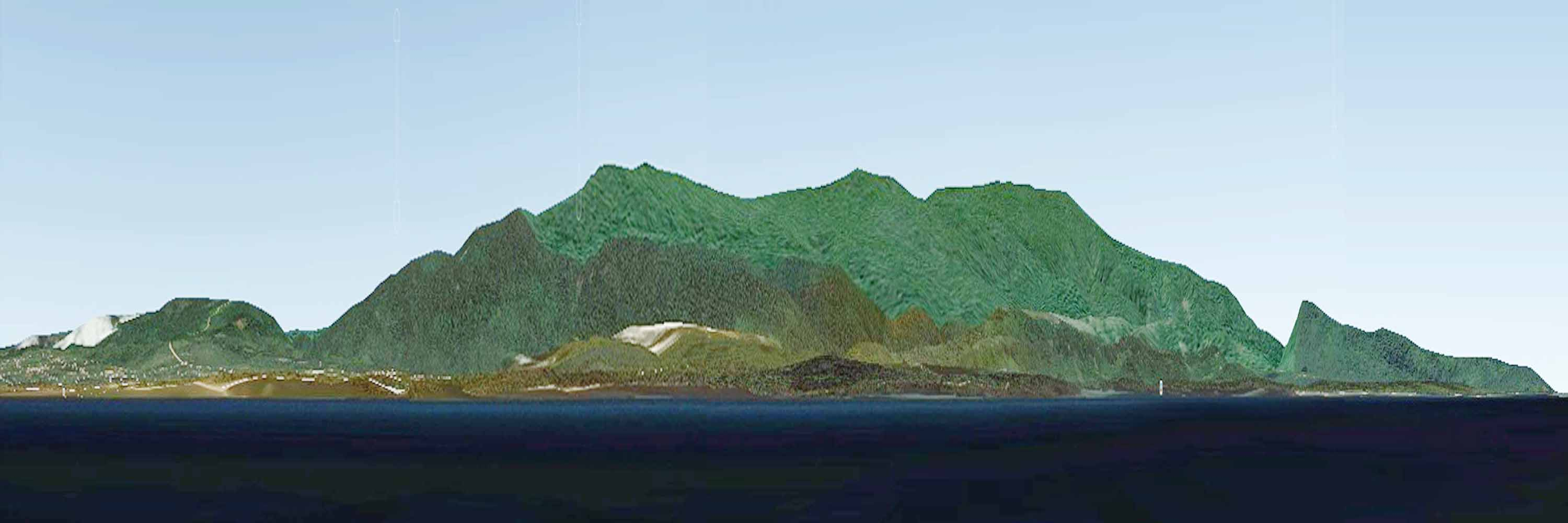
Wawonii

Wowoni oder Wawonii ist eine in der Bandasee gelegene, zur Provinz Südostsulawesi gehörige, 715 km² große indonesische Insel im Südosten von Sulawesi mit 28.944 Bewohnern (2010).
Die Insel Wowoni gehörte ehemals zum Regierungsbezirk (Kabupaten) Konawe Selatan und bildet seit 2013 einen eigenen Regierungsbezirk Konawe Kepulauan.